# Amphicoelias fragillimus
Maraapunisaurus fragillimus foi um enorme dinossauro, se aproximando em tamanho outros grandes dinossauros, como o Argentinosaurus, Puertasaurus, Sauroposeidon e Barosaurus. No entanto, a única evidência fóssil que comprovava a sua existência perdeu-se, restando atualmente a sua descrição em desenho. Por este facto, algumas dúvidas têm sido levantadas quanto à sua real existência.

## Descrição
A espécie M. fragillimus é conhecida por apenas uma parte de seu esqueleto, que misteriosamente desapareceu (assim como os fósseis do Bruhathkayosaurus), fazendo com que seja impossível calcular o tamanho corretamente. De acordo com os dados fornecidos por Cope, a vértebra incompleta media 2,4 metros. Diferentes paleontologistas fizeram estimativas que variam entre 40 e 60 metros de comprimento e uma massa de 122,4 toneladas para um Maraapunisaurus de 58 m. Outros pesquisadores publicaram uma estimativa menor, de 49 m e 78,5 t. Caso tais estimativas estejam corretas, esta espécie poderia ser considerada um dos, senão o maior animal terrestre que já existiu. Mais recentemente, Ken Carpenter atualizou sua estimativa para 30,3 m.